# Église Saint-Germain de Creysse
L'église Saint-Germain de Creysse est une église catholique située à Creysse dans le département du Lot, en France.

## Historique
La paroisse est sans doute ancienne car une église est mentionnée en 930 dans le testament du vicomte de Turenne Adhemar des Échelles à l'abbaye de Tulle. Le promontoire rocheux de Creysse surplombe les méandres de la Dordogne et offre un lieu propice à la défense.
L'église actuelle a fait partie intégrante du castrum fortifié dès le XIIe et servi de chapelle castrale jusqu'au XVIIe siècle quand elle devint église paroissiale. L'église est alors agrandie en intégrant la salle de justice du XIVe siècle qui la longeait au nord où on place le chœur de l'église en changeant son orientation. L'originalité de la double abside viendrait de ce que l'abside prolongeant l'ancienne salle de justice a été ajoutée au moment où elle a été intégrée à l'église pour y placer le saint patron de la paroisse.
Le castrum de Creysse a été une châtellenie appartenant à la famille de Cornil du XIIe siècle au XVe siècle. Raymond de Cornil, évêque de Cahors de 1280 à 1293, y a été baptisé. À droite de l'entrée, on peut voir un enfeu avec un fragment de peinture représentant une Mise au tombeau avec les armes des Cornil. Il peut s'agir de l'enfeu de Jean de Cornil, bailli de Creysse, mort en 1473, ou d’Anet de Cornil, mort en 1503.

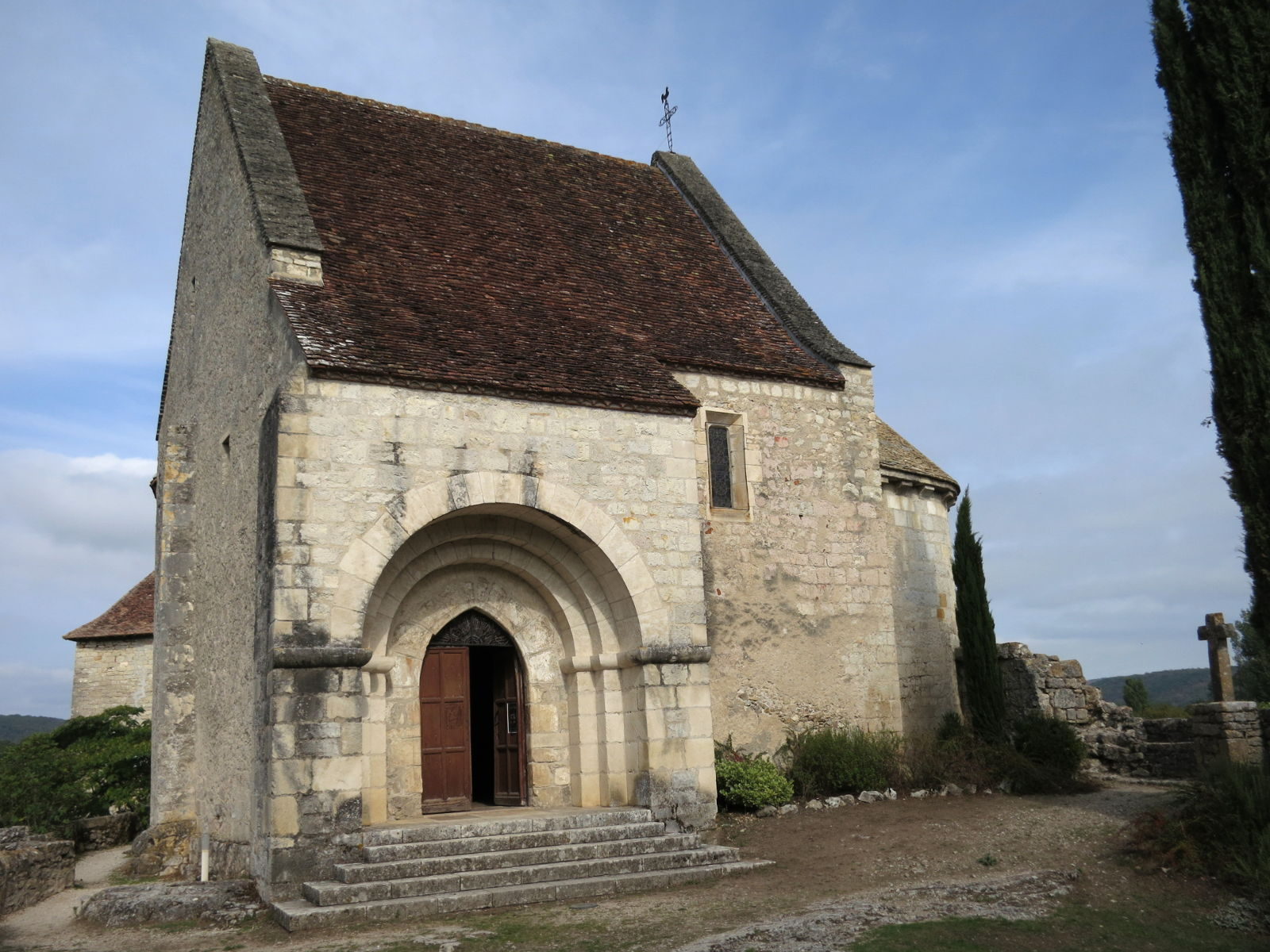
Vue de l'église Saint-Germain et son portail.

Le portail de la chapelle se trouvait sur sa façade sud. Le massif du portail sud a probablement été ajouté à ce moment-là. Il s'agirait du réemploi d'un portail provenant de l'ancienne église Saint-Vincent du Vigan. Cette église située à 300 m de Creysse a pu servir d'église paroissiale avant le XVIIe siècle. Elle est mentionnée comme délabrée en 1697. Le portail a peut-être été entièrement refait en 1952 au moment de la restauration de l'église.
L'édifice est classé au titre des monuments historiques le 5 janvier 1949.

## Description

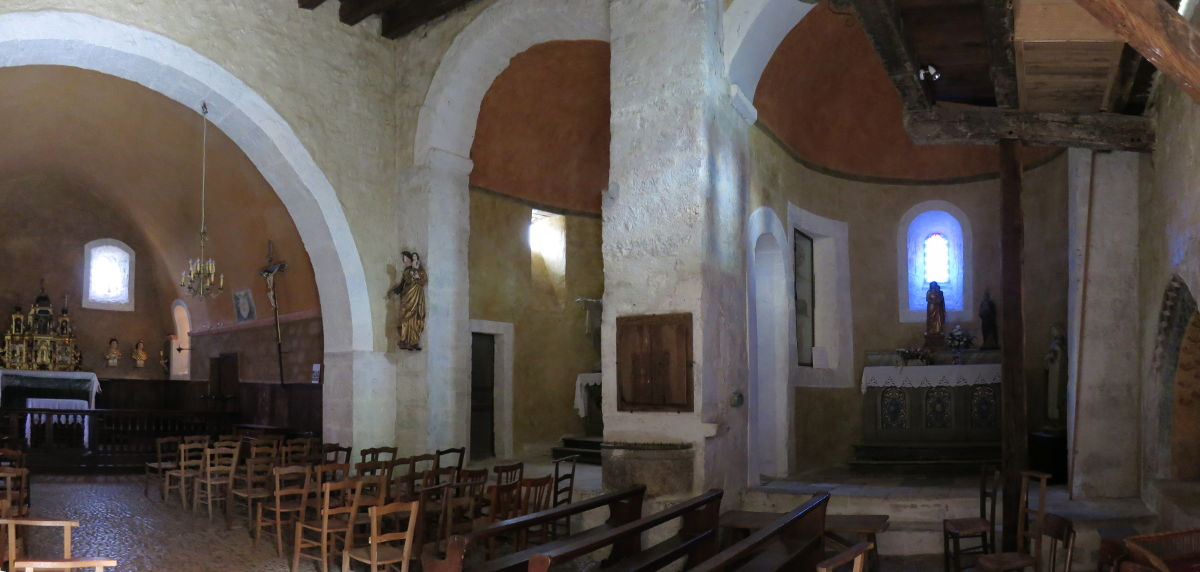
Vue de l'intérieur de l'église Saint-Germain.

L'église est à nef unique après la réunion des anciennes chapelle castrale et salle de justice. Cette réunion s'est accompagné d'une réorientation de l'édifice. Le nouveau chœur a été placé au nord. Les deux absides sont couvertes en cul de four. Le chœur est couvert d'une voûte en berceau. La nef est couverte d'un plafond.
On peut voir à l'intérieur une litre funéraire portant les armes de la famille La Tour, vicomtes de Turenne et ducs de Bouillon.

## Mobilier
Dans le chœur se trouve un petit maître-autel avec un tabernacle pyramidal en bois doré du XVIIIe siècle. Il est orné de panneaux de la Couronne d'épines et de l'Assomption de la Vierge, de statuettes d'évêques et d'évangélistes. Saint Louis aurait déposé des morceaux de la Couronne d'épines à son passage à Creysse au cours de son pèlerinage, avec sa mère Blanche de Castille et ses frères, à Rocamadour, en 1244.
Ensemble de quatre bustes-reliquaires.

## Vitraux
Les vitraux ont été exécutés par Georges-Émile Lebacq en 1932.